# Półkozic
Półkozic (Kozic, Oślagłowa, Ośle Uszy, Połkoza, Połukoza, Połukozic, Pułkoza, Żebro) was een Poolse heraldische clan (ród herbowy) van middeleeuws Polen en later het Pools-Litouwse Gemenebest. Półkozic betekent letterlijk 'half-geit'.
De oudste vermelding van de clan stamt uit een document van 1382. De zegel van Sędzia ziemski Mikołaj uit 1354 is de oudst bekende Półkozic-zegel. De clan was verspreid over Klein-Polen en Rood-Roethenië. De Unie van Horodło bracht de clan naar Litouwen. De historicus Tadeusz Gajl heeft 274 Poolse Półkozic clanfamilies geïdentificeerd.

## Telgen
De clan bracht de volgende bekende telgen voort:
- Paweł van Przemyków, bisschop
- Jan VI Rzeszowski, bisschop
- Feliks Ligęza, aartsbisschop

## Variaties op het wapen van Półkozic

Wapen van Wladysław Wielowieyski
Wapen van Jeski II
Wapen van Machnicki I
Wapen van Maskiewicz
Wapen van Radziejowski
Wapen van Utratowski
Wapen van Justimonti

## Galerij

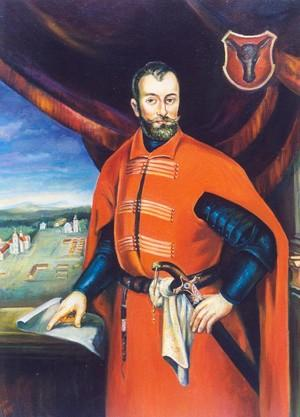
Mikołaj Spytek Ligęza
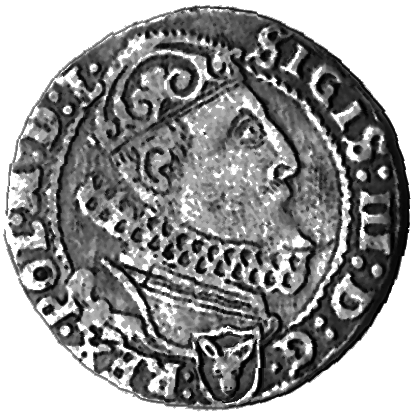
Munt met Sigismund III van Polen en het wapen van penningmeester Hermolaus Ligęza (1626)